# Google’s Ideological Echo Chamber
Google’s Ideological Echo Chamber („Googles ideologische Echokammer“), häufig auch Google Memo bezeichnet, ist ein internes Memo, das vom amerikanischen Google-Ingenieur James Damore über die ideologische Haltung des Unternehmens gegenüber der Diversität geschrieben wurde. In dem Memo legte Damore dar, dass nach seiner Ansicht Google eine Diskussion über den Umgang mit Diversität unterbinde und begründete seine Auffassung, dass geschlechtsspezifische Ungleichheit in der Spitzentechnologie teilweise auf bestimmte Unterschiede zwischen Männern und Frauen zurückzuführen sei. Zusätzlich machte Damore Vorschläge, wie in der Softwareentwicklung tätige Frauen gefördert werden könnten. Google CEO Sundar Pichai sah in dem Memo eine Aufrechterhaltung schädlicher Geschlechterstereotypen und entließ am 7. August 2017 Damore wegen Verletzung des Verhaltenskodex des Unternehmens. Das Memo sowie die Entlassung fanden breite Wahrnehmung in Massenmedien und öffentlicher Diskussion.

## Inhalt
Das Memo begann mit folgenden Thesen:
- Googles politische Tendenz setze Freiheit vor Angriffen mit psychologischer Sicherheit gleich, aber die Nötigung zu Stillschweigen sei Antithese psychologischer Sicherheit.
- Dieses Ruhigstellen sorge für eine ideologische Echokammer, in der einige Dogmen zu heilig seien, um offen diskutiert zu werden.
- Der Mangel an Diskussion fördere eine extreme und autoritäre Ausprägung dieser Ideologie:
  - Extrem, weil alle Disparitäten in der Repräsentation auf Unterdrückung zurückgeführt würden.
  - Autoritär, weil diskriminiert werden sollte, um diese Unterdrückung zu korrigieren.
- Unterschiede in der Verteilung bestimmter geschlechtsspezifischer Eigenschaften könnten zum Teil erklären, warum keine paritätische Vertretung von Frauen in Technologie und Management bestehe.
- Diskriminierung zur Erreichung von Gleichverteilung sei unfair, spaltend und schlecht für die Wirtschaft.

Damore äußerte in seinem Memorandum die Meinung, die ideologische Ausrichtung von Google trübe das Nachdenken über Vielfalt und Integration und stehe damit der Diversität im Weg. Er schrieb: „Die Verteilung der Präferenzen und Fähigkeiten von Männern und Frauen unterscheidet sich zum Teil aufgrund biologischer Ursachen, und diese Unterschiede können erklären, warum wir Frauen in Technologie und Management nicht im gleichen Ausmaß vertreten sehen.“ Laut Damore wären diese Unterschiede darauf zurückzuführen, dass Frauen mehr sozial veranlagt, auf Konsens und Kollaboration ausgerichtet seien. Männer würden sich hingegen mehr für systematisches Denken interessieren, hätten deshalb vielleicht einen direkteren Zugang zum Programmieren, und sie seien auf jeden Fall mehr auf „Status“ und dessen Symbole fixiert. Frauen würden dagegen eher nach einer Work-Life-Balance streben, und, statt Tag und Nacht am Arbeitsplatz zu verbringen, lieber in Teilzeit arbeiten. Damore schlug Änderungen bei Google vor, um den Ansprüchen von Frauen besser gerecht zu werden, wie z. B. Paarprogrammierung, eine Verbesserung der Work-Life-Balance, Förderung von Teilzeitarbeit u. a. Daneben sprach sich Damore auch für einen Kulturwandel aus: Empathie solle weniger Wert beigemessen werden, stattdessen der Benefit emotionaler Ungebundenheit genutzt werden, geschlechterspezifische Programme und Kurse wären wegen ihrer spaltenden Wirkung einzustellen.

## Ablauf der Ereignisse
Damore gab an, das Memo nach Teilnahme an einem Diversity-Programm bei Google während eines Fluges nach China geschrieben zu haben. Dieses Programm sei enttäuschend, der Versuch, dies in seiner Peergroup zu diskutieren, erfolglos gewesen. Das Memo war datiert auf Juli 2017 und wurde ursprünglich nur über eine interne Mailingliste verteilt. Am 5. August wurde eine Version auf Gizmodo veröffentlicht und gelangte so an die Öffentlichkeit: Dies führte zu kontroversen Diskussionen in den Social Media. Google stellte offiziell klar, nicht hinter dem Dokument zu stehen. Mehrere aktuelle wie auch ehemalige Mitarbeiter äußerten Kritik. Gemäß Wired war in den internen Foren bei Google aber auch Unterstützung für Damore vorhanden.
Am 7. August 2017 wurde Damore fristlos entlassen.
Danielle Brown, Vice President Diversity & Governance, erklärte am 8. August 2017 bezüglich des Memos: „Ein Teil des Aufbaus eines offenen, integrativen Umfelds bedeutet die Förderung einer Kultur, in der sich diejenigen mit alternativen Ansichten, einschließlich unterschiedlicher politischer Ansichten, beim Austausch ihrer Meinungen sicher fühlen. Dieser Diskurs muss aber nach den Prinzipien gleicher Beschäftigungschancen, formuliert im Verhaltenskodex, unseren Richtlinien und den Antidiskriminierungsgesetzen, erfolgen.“
Eines seiner ersten Interviews gab Damore dem kanadischen Psychologie-Professor Jordan Peterson auf dessen Youtube-Kanal.
Ein ursprünglich für den 11. August angesetztes Mitarbeitertreffen von Google wurde kurzfristig von Google-Chef Sundar Pichai abgesagt, in einer internen E-Mail begründete er dies mit Sorgen um die Sicherheit von Beschäftigten. Auf einigen Websites in den USA waren bereits Informationen zu mehreren Mitarbeitern veröffentlicht worden, die Fragen auf dem Treffen stellen wollten.

## Hintergrund
Google kämpft derzeit wie viele seiner Wettbewerber darum, den geringen Frauenanteil in der Belegschaft zu erhöhen. Konzernweit liegt er bei 31 %, in technischen Funktionen aber nur bei einem Fünftel. Vom US-Arbeitsministerium liegt seit April 2017 eine Klage gegen Google vor Gericht, in der der Firma die systematische Diskriminierung von Frauen vorgeworfen wird. Anfang 2017 wies ein Richter das Unternehmen an, Gehaltsabrechnungen offenzulegen. Am 14. September 2017 reichten drei frühere Google-Mitarbeiterinnen Klage wegen „systematischer und allgegenwärtiger Diskriminierung“ vor einem Gericht in San Francisco ein: Frauen würden bei Google bei gleicher „Kompetenz, Erfahrung und Position“ geringer bezahlt. Außerdem würden ihnen weniger Beförderungen angeboten als ihren männlichen Mitstreitern. Anfang 2019 wurde bekannt, dass bei Google angestellte Frauen teilweise besser verdienen als ihre männlichen Kollegen in gleicher Karrierestufe. Bei dieser Analyse wird allerdings kritisiert, dass Frauen trotz gleicher Qualifikation systematisch niedriger eingestuft werden als Männer.
Auch in der Investorenszene des Silicon Valley ist das Thema nach einer Klage einer ehemaligen Junior-Partnerin wegen Diskriminierung gegen ihren damaligen Arbeitgeber, die Venture-Capital-Gesellschaft Kleiner Perkins Caufield & Byers, präsent.

## Rezeption

### Wissenschaft
Zahlreiche Wissenschaftler mit Expertise u. a. in Sexualwissenschaften, Evolutionsbiologie, Biologie, Soziologie, Psychologie, Neurologie und Gender Studies haben sich zum Inhalt des Memos geäußert; ihre Einschätzungen fallen teilweise konträr aus. Das Spektrum reicht von der Bestätigung, Damore habe seine Überlegungen plausibel mit Fachartikeln begründet, bis hin zu vollständigem Widerspruch. Vielfach werden Einschränkungen formuliert, die herangezogenen Studien wären grundsätzlich valide, würden aber z. B. nur Teile der relevanten Aspekte beleuchten oder wären für die Sozialstruktur im Unternehmen Google nicht repräsentativ. Mehrfach wurde auch erwähnt, ein Rückschluss von Durchschnittswerten auf Individuen sei bei einer breiten Streuung von Merkmalen nicht hilfreich.
Die britische Soziologin Catherine Hakim, mit deren Studien Damore u. a. seine Thesen begründete, sagte gemäß The Guardian etwa, dass ihre Thesen zwar korrekt wiedergegeben wurden, doch dass „der Versuch, diese mit dem Berufsleben zu verknüpfen, Unsinn“ sei.
Auch für den estnischen Psychologen Jüri Allik, auf den sich Damore bezogen hatte, war Damore zu weit gegangen, indem er aus Alliks Studie zu Persönlichkeitsvariationen über Länder hinweg extrapolierte; es sei riskant, durchschnittliche Persönlichkeitsmerkmale mit Themen wie Berufswahl zu verknüpfen. Nebenbei seien die geschlechtsspezifischen Unterschiede gemäß Alliks Forschung „sehr, sehr klein“, wenn nicht „mikroskopisch“.
Jordan Peterson, Psychologie-Professor an der Universität von Toronto, interviewte Damore auf Youtube. Er sagte dabei, dass seiner Meinung nach Darmores Thesen von wissenschaftlichen Beweisen unterstützt würden und das Memo in seinen Augen kein diversitätsfeindliches Manifest sei.
Lee Jussim, Professor für Sozialpsychologie an der Rutgers University, schrieb, dass „der Autor des Google Aufsatzes über die Problematik der Diversität die ganze Wissenschaft und ihre Implikationen genau richtig“ verstünde, darunter: „Weder Links noch Rechts versteht die Diversität ganz richtig“ und dass es eine „autoritäre und repressive Atmosphäre“ zur Diskussion des Themas gibt.
Nach Auffassung von Caryl Rivers von der Boston University und Rosalind Barnett von der Brandeis University impliziere Damore, dass Stress und Angst inhärente weibliche Persönlichkeitsmerkmale wären. In Wirklichkeit seien diese aber auf in dem Umfang bei Männern nicht vorhandenen Druck und Diskriminierung zurückzuführen. So habe beispielsweise die 2008 von großen Unternehmen unterstützte Studie „The Athena Factor“ ergeben, dass in männlich dominierten Bereichen Frauen in hohen Positionen bei Patzern schärfere Sanktionen als Männer und im Gegensatz zu diesen keine zweite Chance erhielten.
Jonathan Haidt, Professor für Ethische Führung an der New York University’s Stern School of Business und Sean Stevens, Forschungsdirektor der Heterodox Academy, bestätigten, dass Damore insofern richtig läge, dass die Geschlechter unterschiedliche Merkmale aufweisen würden, aber dass es „extrem wichtig“ sei, zwischen Interesse/Freude und Fähigkeiten zu unterscheiden. Sie sagten auch, eine solche Schlussfolgerung würde weder das Vorhandensein von Belästigung und Entmutigung im Silicon Valley noch deren Auswirkung auf Ergebnisdisparitäten bestreiten.
Gemäß David P. Schmitt, Persönlichkeitspsychologe und Autor in der populärwissenschaftlichen Zeitschrift Psychology Today, bestünden seines „Erachtens Geschlechtsunterschiede in der negativen Emotionalität“ und dies sei „keine falsche Annahme über Geschlecht“, sondern „empirisch gut unterstützt“. Diese Unterschiede wären aber wahrscheinlich nicht besonders groß und irrelevant für einen Arbeitsplatz bei Google. Weiterhin äußerte er die Ansicht: „Eine ganze Gruppe von Persönlichkeiten auf jemandes biologischem Geschlecht zu reduzieren, ist wie eine chirurgische Operation mit einer Axt. Nicht genau genug, um viel Gutes zu tun, wird jedoch wahrscheinlich viel Schaden verursachen. Darüber hinaus sind Männer in bestimmten Situationen emotionaler als Frauen. Auch die Unterschiede in der Emotionen hängen von der Art des Gefühls ab, wie es gemessen wird, wo es ausgedrückt wird, wenn es ausgedrückt wird und viele andere kontextuelle Faktoren. Wie das alles in den Google-Arbeitsplatz passt, ist mir unklar.“
Peter Singer, Professor für Bioethik an der Princeton University und Ehrenprofessor der Universität Melbourne, sah den Inhalt des Manifests durch „seriöse Artikel, die in führenden wissenschaftlichen Fachzeitschriften veröffentlicht wurden“ unterstützt, schränkte aber ein, dass einige dieser Studien nicht unumstritten wären. Zur Kündigung von Damore sagte er: „Es ist nicht nötig zu entscheiden, welche Seite richtig ist, aber nur, ob Damores Ansicht eine ist, die ein Google-Mitarbeiter ausdrücken darf. Ich denke es ist eine.“
Cynthia Lee, Lecturerin an der Fakultät für Informatik der Stanford University, hielt auf Vox das Memo wegen seiner „quasi-professionellen“ Art für gefährlich, weil es dadurch für viele so fundiert erscheine. Damores Aussagen würden nicht von seinen wissenschaftlichen Belegen gestützt: Er betrachte nicht nur zu sehr biologisch gegebene Persönlichkeitsunterschiede zu Lasten von Einflüssen des sozialen Umfelds, er betone letztlich auch selbst, dass sich die Unterschiede nur auf durchschnittliche Männer bzw. Frauen bezögen. Es widerspreche sich, dass Damore mit Bezug auf durchschnittliche Unterschiede den Fokus auf Google lege – das nur die besten Entwickler direkt von den Unis rekrutiere. Nur 19 % der Google-Entwickler seien weiblich. An der Stanford University – mit einer der renommiertesten Informatik-Fakultäten weltweit mit mehr Turing Awards u. ä. als jede andere Uni – liege der Anteil der Informatikstudentinnen dagegen mit 30 % deutlich höher.
Gemäß UNSW-Professorin Renée Adams und Vanitha Ragunathan von der University of Queensland wären die von Damore genannten Geschlechtsunterschiede zwar bezogen auf die Gesamtbevölkerung richtig, daraus auf die Google-Belegschaft zu schließen, wo für jede Neueinstellung im Mittel 200 Bewerber geprüft werden, aber falsch. „Typische“ Unterschiede könnten sich in selektierten Gruppen sogar umkehren: Sie verwiesen auf Forschungen, nach denen z. B. bei durchschnittlichen Männern zwar Selbstregulation und Stimulierbarkeit stärker ausgeprägt sind, während für durchschnittliche Frauen Sicherheit und Tradition wichtiger sind. Bei Führungskräften beider Geschlechter wurden diese Unterschiede dagegen als exakt umgekehrt festgestellt.
Geoffrey Miller, Evolutionsbiologe an der University of New Mexico, schrieb im Magazin Quillette: „Wenn Sie mich fragen, ich denke, dass die meisten empirischen Behauptungen in dem Google Memo wissenschaftlich korrekt sind.“ Allerdings hatte Damore die Möglichkeit zur Ableitung von Handlungsmaximen daraus selbst relativiert: „Viele dieser Unterschiede sind klein und es gibt eine signifikante Überlappung zwischen Männern und Frauen, so dass es nicht möglich ist, von Aussagen über die Population auf Individuen zu schließen.“
Georgina Rippon, Psychophysiologin an der Aston University, widersprach Miller gegenüber der BBC. Ihrer Ansicht nach habe Damore die Wissenschaftler nicht verstanden, die Basis seiner Argumentation wäre falsch. „Ich weiß nicht, wen er gelesen hat,“ antwortete sie, „es ist einer dieser Bereiche, wo die Wissenschaft sich möglicherweise schneller entwickelt als die Kommunikation darüber. Er scheint vorschlagen zu wollen, dass etwas, weil es biologisch ist, unveränderbar sei.“ Rippon gab zu bedenken, dass räumliches Vorstellungsvermögen – häufig als Aspekt angesehen, wo sich männliche und weibliche Gehirne unterscheiden – durch Computerspiele beeinflussbar wäre. Und mehr Computerspiele oder eine andere Umgebung könnten eine Auswirkung auf ein individuelles Gehirn haben.
Susanne Ihsen, Professorin für Gender Studies an der TU München, nannte auf Befragung der Wochenzeitschrift Markt&Technik Damores Thesen „krude Annahmen und Weltsichten“, „die keiner wissenschaftlichen Überprüfung standhalten“ würden. Ihrer Auffassung nach fänden seine Mutmaßungen „weder in Biologie, Neurologie, Medizin, noch in den Geschichtswissenschaften, der Ethnologie, der Soziologie oder in der Gender-Forschung“ irgendeine Berechtigung.
Eine Analyse des Memos auf Quora durch Suzanne Sadedin, Evolutionsbiologin und Spezialistin für Biodiversität und Soziokulturelle Evolution an der KU Leuven, wurde z. B. The Economist, USA Today, The Guardian und The Observer aufgegriffen. Gemäß ihrem Verständnis impliziere Damore, dass kognitive Merkmale entweder biologisch (d. h. angeboren, natürlich und unveränderlich) oder nicht-biologisch (d. h. erlernt) sein müssen. Diese „Anlage versus Umwelt“-Dichotomie wäre gemäß Sadedin aber völlig veraltet. Vielmehr beruhe die moderne Forschung auf der mehr biologisch begründeten Sichtweise, dass neurologische Merkmale sich im Laufe der Zeit unter gleichzeitigem Einfluss epigenetischer, genetischer und umweltbedingter Einflüsse entwickeln. Alles über Menschen gehe sowohl mit Anlage wie Umwelt einher.

### Presse
Das Memo und die Reaktionen darauf wurden international und in der gesamten deutschsprachigen Presse ausführlich kommentiert. Das Memo selbst wurde von den meisten deutschen Leitmedien als sexistisch wahrgenommen. Kritik deutscher Medien konzentrierte sich aber vor allem auf die Reaktion des Unternehmens, mit der Entlassung eine notwendige Diskussion der Thesen zu unterbinden.
Debra W. Soh, Ph.D. für sexuelle Neurowissenschaften, kommentierte in der kanadischen The Globe and Mail das Memo als „gerecht und sachlich genau.“ Sie argumentierte, wissenschaftliche Studien hätten „Geschlechtsunterschiede im Gehirn, die zu Unterschieden in unseren Interessen und Verhalten führen“ gefunden. Außerdem würde pränatales Testosteron mit „einer Vorliebe für mechanisch interessante Dinge und Berufe im Erwachsenenalter“ korrelieren, die den höheren Prozentsatz von Männern in technologiebezogenen Feldern erklären könnte.
Jochen Bittner erläuterte in einer Kolumne für Die Zeit, warum es nach seiner Ansicht kein Sexismus sei, über unterschiedliche Interessen von Männer und Frauen zu sprechen. Er polemisierte mit Bezug auf die Serie Hjernevask: während gemäß Genderforschern Unterschiede „auf soziale Prägung zurückzuführen“, die „Gehirnstruktur“ als Ursache „nicht ernst zu nehmen“ sei, könnten in den USA Evolutionsbiologen mit „Forschungsergebnisse[n] beeindrucken“, bereits Säuglinge würden geschlechtsspezifische Reaktionen zeigen. Bittner konstatierte, David Brooks wäre bereits „zu dem Schluss“ gekommen, „dass im Streit um genetische oder soziale Prägung die Evolutionsbiologen den Sieg davongetragen“ hätten. Ergo sei es „ziemlich albern“, sich über die Erwähnung von Unterschieden zu „ereifern“. Die unterschiedliche Prägung sei nicht nur gut, „noch besser“ sei der „Anspruch“, Individuen „mit allen Interessen, Talenten und Argumenten“ wahrzunehmen, bevor geurteilt würde.
In der Wirtschaftswoche hielt es Lin Freitag für einen Fehler, dass der Autor des aus ihrer Sicht „sexistischen Manifests“ entlassen wurde: „Unternehmen müssen krude Debatten aushalten.“ Auch die Netzkolumnistin Angela Gruber hielt es in Spiegel Online für „das falsche Signal“, dass der Google-Mitarbeiter entlassen wurde, denn das „dürfte aus der Sicht seiner Unterstützer […] dessen Vorwurf nur bestätigen“. Sie kommentiert: „Wenn ein pseudowissenschaftlicher, pseudointellektueller und an manchen Stellen irritierend pseudotoleranter Text eines einfachen Mitarbeiters solche Wellen schlägt, wirft das ein trauriges Licht auf die schlechte Gesamtsituation in der Tech-Branche in Sachen Diversität.“
Michael Hanfeld schrieb in der FAZ: „Man kann sein Schreiben so oder so lesen – als unausgegoren, paternalistisch, als Vermittlungsversuch, als Wehklagen von einem, der seine und die Felle seiner ‚Klasse‘ (ältere, weiße Männer) davonschwimmen sieht, oder als Kampfansage. … Den Frauen nicht nur bei Google jedoch wäre viel mehr damit gedient, ein Memo wie dieses ‚Manifest‘ Punkt für Punkt zu hinterfragen, damit den Männern bei der nächsten Gehaltsverhandlung der ‚gender gap‘ wirklich um die Ohren fliegt.“
In der Wochenzeitung Die Zeit sinnierte Robert Franken darüber, ob „die Nerds die Angst vor dem Statusverlust“ treiben würde. Seiner Ansicht nach zeige das Manifest: „Manche fürchten um ihre Privilegien. So verletzend die Äußerungen sind, wir müssen sie ernst nehmen.“
„Einen größeren Mist habe ich selten gelesen.“ bekannte Jessica Tomala im Magazin GIGA und kam zu der Ansicht „Der Google-Entwickler […] scheint wohl noch nicht verstanden zu haben, dass Stereotype in der sich weiterentwickelnden Gesellschaft in der wir leben, einfach out sind.“ „Die Empörung über das sexistische Memo eines Google-Mitarbeiters verstellt den Blick auf strukturelle Probleme der Technikbranche.“ schrieb Catharina Felke in Die Zeit, denn „sie existieren auch in Deutschland.“
Nina Bovensiepen kommentierte das Memo in der Süddeutschen Zeitung so: „Das antifeministische Manifest des Google-Mitarbeiters ist rückständig und dumm. Zustimmung bekommt er nur deshalb, weil er die Ängste vieler weißer Männer vor den Veränderungen im Arbeitsumfeld ausspricht.“
Stefan Paravicini schrieb in der Neue Zürcher Zeitung: „Für krude geschlechtsspezifische Vorurteile gibt es im Silicon Valley zu Recht kein Pardon. Angesichts des mässigen Erfolgs der Bemühungen um mehr Diversität in der eigenen Belegschaft sollte Google allerdings auch offen sein für Stimmen von außerhalb der Echokammer.“
Eine frauenfeindliche Polemik sah Belinda Grasnick in der taz in dem Dokument, das deutlich zeige, welche Meinungen es nach wie vor über Frauen in der Branche gäbe. Sie nahm aber auch wahr, dass das Dokument eine Diskussion innerhalb des Silicon Valleys ausgelöst habe.
In einer Glosse in der Welt meinte Anett Selle, im gleichen Stil könne man begründen, warum Männer aufgrund ihres Körperbaus und geringerer Sprachkompetenz grundsätzlich schlechte Journalisten seien.

### Kritik an der Berichterstattung
David Brooks bezeichnete in einer Gastkolumne in der New York Times die Berichterstattung über das Google Memo als „grauenhaft“: „The coverage of the memo has been atrocious“. Der Mob, der derzeit Damore jagen würde, wäre wie die Mobs, die man zuletzt auf den (amerikanischen) Campussen gesehen habe.
Conor Friedersdorf schrieb in The Atlantic, dass er sich nicht erinnern könne, wann das letzte Mal so viele Abnehmer und Einschätzer eines Textes so viele Aspekte falsch charakterisieren konnten, obwohl jeder über Zugriff auf ihn verfügte.
Marc Felix Serrao kommentierte in der NZZ den Debattenverlauf als Welle schriller Empörung fast zeitgleich gefolgt von einer Kür Damores durch „Konservative und Libertäre […] zu ihrem neuen Helden“. Mit Bezug auf den Anthropologen Peter Wood schrieb er, permanenter Fokus auf Gruppenidentitäten und deren Historie gefährde gesellschaftliche Einheit, da dann das Trennende statt des Einenden im Mittelpunkt stehe. Serrao stellte die These auf, Diversity habe „angstbesetzte intellektuelle Einfalt produziert“, Widerspruch sei „nicht erwünscht“. Damores Entlassung dürfte aber den Druck, eine Debatte zuzulassen, noch erhöhen.

## Nachwirkungen
Am 8. Januar 2018 reichte James Damore Klage gegen Google ein. Nach seiner Auffassung wende Google „illegale Einstellungsquoten an, um den erwünschten Prozentsatz von Frauen und bevorzugten Minderheiten zu erfüllen.“ Durch die Kündigung sah sich Damore „als Konservativer, Weißer und Mann diskriminiert“. Die Journalistin Kathrin Werner wies in diesem Zusammenhang darauf hin, dass 2017 bei Google die Männerquote in technischen Berufen bei 80 % lag und Führungskräfte zu 75 % männlich und zu 68 % weiß waren. Gemäß der Süddeutschen wären Beobachter „besorgt, dass Damores Denkweise innerhalb der Tech-Szene tatsächlich nicht selten sei“, wo insbesondere im Silicon Valley Frauen oft Opfer von Sexismus und Belästigung sind. Gleichzeitig zu Damores Klage muss sich der Konzern mit einer Untersuchung des US-Arbeitsministeriums befassen, die Google vorwirft, Frauen zu diskriminieren.
In einem drei Monate nach seiner Entlassung geführten Interview des Guardian mit Damore und seiner Lebensgefährtin, einer als Data Scientist bei Google arbeitenden Feministin, führte Damore die Kontroversen um das Memo teilweise auf seine autismusbedingte Schwierigkeit, Zusammenhänge verbal darzustellen, zurück. Er glaube, „er habe ein Problem, zu verstehen, wie seine Worte von anderen interpretiert würden.“ Wenn er die Zeit zurückdrehen könnte, würde er das Memo wahrscheinlich anders schreiben. Er stellte auch die zahlreichen Interviews, für die er sich Protagonisten der antifeministischen und Alt-Right-Szene wie z. B. Peter Duke oder Milo Yiannopoulos zur Verfügung stellte, in Frage. Die Interviewer benutzen ihn, um ihre eigenen Positionen zu projizieren; Damore räumte mittlerweile ein, dass er „in einigen Interviews nicht wirklich geschickt genug war, um zu widersprechen“.